# Соловей (романс)
Романс «Соловей» — музыкальное произведение композитора А. А. Алябьева на стихи поэта А. А. Дельвига. Этот романс стал настолько популярным, что многими воспринимается как народная песня.
Вариант 1

Соловей мой, соловей,

Голосистый соловей!

Ты куда, куда летишь,

Где всю ночку пропоешь?

Соловей мой, соловей,

Голосистый соловей!

Кто-то, бедная, как я,

Ночь прослушает тебя,

Не смыкаючи очей,

Утопаючи в слезах?

Соловей мой, соловей,

Голосистый соловей!

Побывай во всех странах,

В деревнях и городах:

Не найти тебе нигде

Горемычнее меня.

Соловей мой, соловей,

Голосистый соловей!

Вариант 2

Соловей мой, соловей

Голосистый соловей!

Ты куда, куда летишь,

Где всю ночку пропоешь?

Кто-то бедная, как я,

Ночь прослушает тебя,

Не смыкаючи очей,

Утопаючи в слезах?

Ты лети, мой соловей,

Хоть за тридевять земель,

Хоть за синие моря,

На чужие берега;

Побывай во всех странах,

В деревнях и в городах:

Не найти тебе нигде

Горемычнее меня.

У меня ли, у младой,

Дорог жемчуг на груди,

У меня ли, у младой,

Жар-колечко на руке,

У меня ли, у младой,

В сердце маленький дружок.

В день осенний на груди

Крупный жемчуг потускнел,

В зимнюю ночку на руке

Распаялось кольцо,

А как нынешней весной

Разлюбил меня милой.

## Общие сведения о романсе
Несмотря на популярность этого романса, в истории его создания, как и в истории жизни самого композитора, много неизвестного, неясного, а сведения приводятся в разных источниках по-разному. Существуют даже различные стихотворные варианты.
Романс сочинен в стиле русских народных песен — и стихотворно, и музыкально. Сам образ соловья указывает на это. В русской народной лирике соловей — вольная пташка, друг, верный крылатый посол, символ ласки и нежности.
Стихотворение Дельвига появилось в сборнике «Стихотворения барона Дельвига», СПБ. 1829 г. — под заглавием «Русская песня» — однако это не название стихотворения, а жанр. К этому времени не только Алябьев уже сочинил к нему музыку, но и сам романс был широко известен и не раз исполнялся; значит, стихотворение получило распространение значительно раньше, чем было опубликовано.
Музыка создана между маем 1825-го и февралём 1826-го.
Вскоре, 7 января 1827 года, романс прозвучал со сцены Большого театра в Москве.
Год издания — 1843.

## История создания
Сюжет романса прост — он о горестной женской доле; текст составлен как обращение к птице соловью:
«Побывай во всех странах,
В деревнях и городах:
Не найти тебе нигде
Горемычнее меня» (см. здесь: Текст романса «Соловей»)
Однако за простотой формы стоят глубокая горесть и отчаяние. И речь идет не только о разочаровании в любви. Есть версия, что Дельвиг посвятил это стихотворение своему другу А. С. Пушкину в момент, когда тот высылался на Кавказ — так пишет Александр Майкапар. Но Пушкина не ссылали на Кавказ — его высылали в Кишинев в 1820 году. Так когда же точно и по какому поводу было сочинено стихотворение? Когда его узнал Алябьев?
Но при всех случаях Алябьев увидел в этом стихотворении прощание с близким другом, когда предстоит длительная разлука и неизвестно, увидишься ли с ним вновь.
Алябьев сочинял музыку к этим стихам, находясь сам в заточении. 24 февраля 1825 г. Алябьев был арестован по ложному обвинению в убийстве: во время карточной игры, устроенной на званом ужине у себя дома, он ударил отставного полковника Т. М. Времева за карточное шулерство, через несколько дней полковник, который был давно тяжело болен, скоропостижно скончался от разрыва селезёнки, и Алябьева обвинили в убийстве, он оказался в тюрьме, затем в ссылке, оторванный от привычного уклада и окружения. Образ соловья воспринимался символом тех невидимых уз, которые связывали насильно разлучённых — влюблённых ли, друзей ли, родных ли — неважно. Это разлука с теми, кто дороги. И с той жизнью, которая была привычна и дорога. Все источники придерживаются версии, что Алябьев сочинил этот романс, будучи заключённым в тюрьму. И фортепьяно было доставлено ему как узнику прямо в камеру — это удалось выхлопотать старшей сестре композитора, которая затем добровольно отправилась с братом в ссылку. В сырости подземелья композитор заболел ревматизмом и начал слепнуть. Единственным духовным спасением в таком положении оказался музыкальный инструмент. По некоторым источникам, композитор посвятил этот романс возлюбленной — Екатерине Римской-Корсаковой, в которую влюбился с первого взгляда на новогоднем балу и с которой так и не успел объясниться. Через много лет они вновь встретились, и Екатерина Александровна, уже к тому времени будучи вдовой Офросимовой, наконец-то обвенчалась с композитором; произошло это 20 августа 1840 года в селе зятя композитора В. М. Исленьева Рязанцы Богородского уезда в церкви Святой Троицы. Екатерина Александровна тоже принадлежала к знатному роду, а дом её родителей считался одним из прототипов дома грибоедовского персонажа Фамусова. Сама она писала об этом браке: «Я вступила в супружество с Алябьевым уже во время его несчастия, не увлекаясь никакими житейскими выгодами, и одно только чувство любви и уважения к его внутренним качествам могло ободрить меня на такую решимость».Достоверность, что любовь к ней действительно началась ещё до ареста и именно ей посвящён романс «Соловей» — установить не удалось.

## Первое исполнение
Хотя текст написан как бы от женщины («У меня ли у младой»), среди исполнителей романса есть и представители другого пола. Более того, самым первым исполнителем романса стал мужчина — знаменитый певец П. Булахов, спевший романс в императорском Большом театре 7 января 1827 года.
По поводу первого исполнения романса, прошедшего с успехом, Верстовский сказал: «Русскому таланту и тюрьма — на пользу», на что Алябьев с грустной усмешкой отозвался: «Передайте ему, что рядом со мной полно пустых камер».

## Дальнейшая история романса «Соловей»
Романс очень быстро завоевал популярность. Он зазвучал в дворянских салонах и гостиных. Его стали включать в свой репертуар многие певцы, причем не только в России. Среди множества первых исполнителей: Прасковья Бартенева, знаменитая немецкая оперная певица Генриэтта Зонтаг, итальянка Аделина Патти, в 1840—1850-е годы романс включала во все свои программы Полина Виардо и даже использовала его, вставив в сцену урока пения в «Севильском цирюльнике», что вызывало шквал аплодисментов. В Москве с исполнением романса прославился Московский вокальный квинтет Императорского театра под управлением А. И. Грабостова; было много и других исполнителей.
Известны слова П. Чайковского о романсе «Соловей»: «Иногда в музыке нравится что-то совершенно неуловимое и не поддающееся критическому анализу. Я не могу без слез слышать „Соловья“ Алябьева!!! А по отзыву авторитетов — это верх пошлости» (из письма к Н. Ф. фон Мекк от 3 мая 1877 года)..
До сегодняшнего времени «Соловей» остается одним из самых известных русских романсов, давно войдя в классику всей российской культуры. Такой популярности способствовала удивительная выразительность и душевная простота музыки. Авторский музыкальный оригинал романса не содержит никаких сложных пассажей и мелодических фиоритур, которые были добавлены в дальнейшем новыми исполнителями к новым музыкальным обработкам уже ставшего известным романса. Множество обработок и транскрипций этого произведения сделано для разных инструментов. В оригинальной версии нет повторения рефрена «Соловей мой, соловей, голосистый соловей», который часто используется в современных исполнениях.
Известны вариации на тему алябьевского «Соловья» Генриэтты Зонтаг (колоратурная аранжировка романса), М. И. Глинки (М. И. Глинка в 1833 году, будучи в Берлине, написал вариации, изданные в Петербурге издателем М. Бернардом, а в 1856 году сделал переложение для голоса с оркестром для исполнения певицей Валентиной Бианки), А. Л. Гурилева, Ф. Листа — для фортепиано (Ф. Лист создал свою обработку этого романса вместе с другой своей транскрипцией — песни «Ты не проверишь, как ты мила» П. Булахова — она была издана в Петербурге в 1842 году в приложении к альманаху «Нувеллист», издававшемуся тоже М. Бернардом"), М. Т. Высотского — для гитары, А. Вивьена — для скрипки. Музыка «Соловья» использована в опере У. Джордано «Федора». В репертуарах скрипачей часто используется фантазия выдающегося бельгийского музыканта А. Вьетана на тему «Соловья».
Романс не сходит со сцены вот уже почти два столетия. Он звучит по радио, с экранов телевизоров, записывается для аудиоколлекций. Среди певцов-исполнителей следующих поколений: Анатолий Александрович, Валерия Барсова, Гоар Гаспарян, Наталья Герасимова, Надежда Казанцева, Галина Ковалёва, Евгения Мирошниченко, Михаил Михайлов, Антонина Нежданова, Дебора Пантофель-Нечецкая, Борис Христов, Иван Ребров, Алла Соленкова, Ламара Чкония, ансамбль «Поющие гитары» и др. выдающиеся и не очень певцы.

## Ноты
См. текст и ноты романса: Романс «Соловей».

## «Соловей» в кино
- «Полуночный поцелуй» (1949) — звучит фрагмент романса в исполнении Кэтрин Грэйсон
- «Курьер» (1986) — романс звучит в исполнении Фёдора Дунаевского и Ларисы Курдюмовой
- М/с "Барбоскины - серия 34 "Вечные ценности" - исполняет Лиза Барбоскина